# NGC 2131
NGC 2131 ist eine irreguläre Galaxie vom Hubble-Typ IBm im Sternbild Lepus am Südsternhimmel. Sie ist schätzungsweise 67 Millionen Lichtjahre von der Milchstraße entfernt und hat einen Durchmesser von etwa 20.000 Lj.
Das Objekt wurde am 20. Januar 1835 von John Herschel entdeckt.